# Christian von Koenigsegg
Christian Erland Harald von Koenigsegg, né le 2 juillet 1972 à Stockholm, est un designer suédois, fondateur de la marque automobile suédoise Koenigsegg.

## Biographie
La première voiture créée par Christian von Koenigsegg fut la Koenigsegg CC. Ce prototype est présenté en 1997 lors du Festival de Cannes et la voiture sera commercialisée cinq ans plus tard, en 2002, sous le nom de Koenigsegg CC8S.
Koenigsegg marque les esprits avec le lancement de la Koenigsegg Regera, présentée au Salon international de l'automobile de Genève 2015, succédant à la Koenigsegg One:1, la première voiture ayant un rapport poids/puissance de 1:1.
Koenigsegg est l'une des marques de voitures sportives et supercars les plus réputées dans le monde.
Ses voitures se vendent des millions d'euros. La marque suédoise a développé et dévoilé un nouveau modèle en 2020, la « Gemera ». C'est la première voiture 4 places produite par la marque et elle promet des performances stratosphériques, abattant le 0 à 100 km/h en 1,9 s et pouvant atteindre plus de 410 km/h.
C'est en voyant le film d'animation norvégien d'Ivo Caprino Flåklypa Grand Prix, à l'âge de 5 ans, que Christian von Koenigsegg s'est juré de fabriquer un jour une supercar.